# Dryopteris rosthornii
Dryopteris rosthornii là một loài thực vật có mạch trong họ Dryopteridaceae. Loài này được (Diels) C. Chr. miêu tả khoa học đầu tiên năm 1905.